# Киселёвская (река)
Киселёвская (Киселевская) — река в России, протекает по Нижневартовскому району Ханты-Мансийского автономного округа и Александровскому району Томской области. Длина реки составляет 22 км.
Начинается из небольшого озера, лежащего восточнее озера Большого Мусалинского на высоте 57,4 метра над уровнем моря. От истока течёт на юго-юго-запад, в верховьях — среди болот, далее через лес. Устье реки находится в 86 км по правому берегу протоки Посал.
В среднем течении пересекается высоковольтной линией электропередач. Кроме того, по части течения реки проходит граница Томской области и Ханты-Мансийского автономного округа.

## Данные водного реестра
По данным государственного водного реестра России относится к Верхнеобскому бассейновому округу, водохозяйственный участок реки — Обь от впадения реки Вах до города Нефтеюганск, речной подбассейн реки — Обь ниже Ваха до впадения Иртыша. Речной бассейн реки — (Верхняя) Обь до впадения Иртыша.
Код объекта в государственном водном реестре — 13011100112115200040972.